# Journal de Saint-Pétersbourg
Le Journal de Saint-Pétersbourg, ou Journal de St.-Pétersbourg politique et littéraire est un journal officieux du ministère des Affaires étrangères de la Russie publié en langue française à Saint-Pétersbourg de 1825 à 1914, avec des interruptions.
- Émile Tripet (1835-1918) : né à Prêles dans le canton de Berne (Suisse), mort à Saint-Pétersbourg ; dès 1894 en devient directeur et rédacteur en chef. Il y était déjà rédacteur occasionnel depuis 1871. Il y cesse son activité en 1904.